# Denis Pfabe

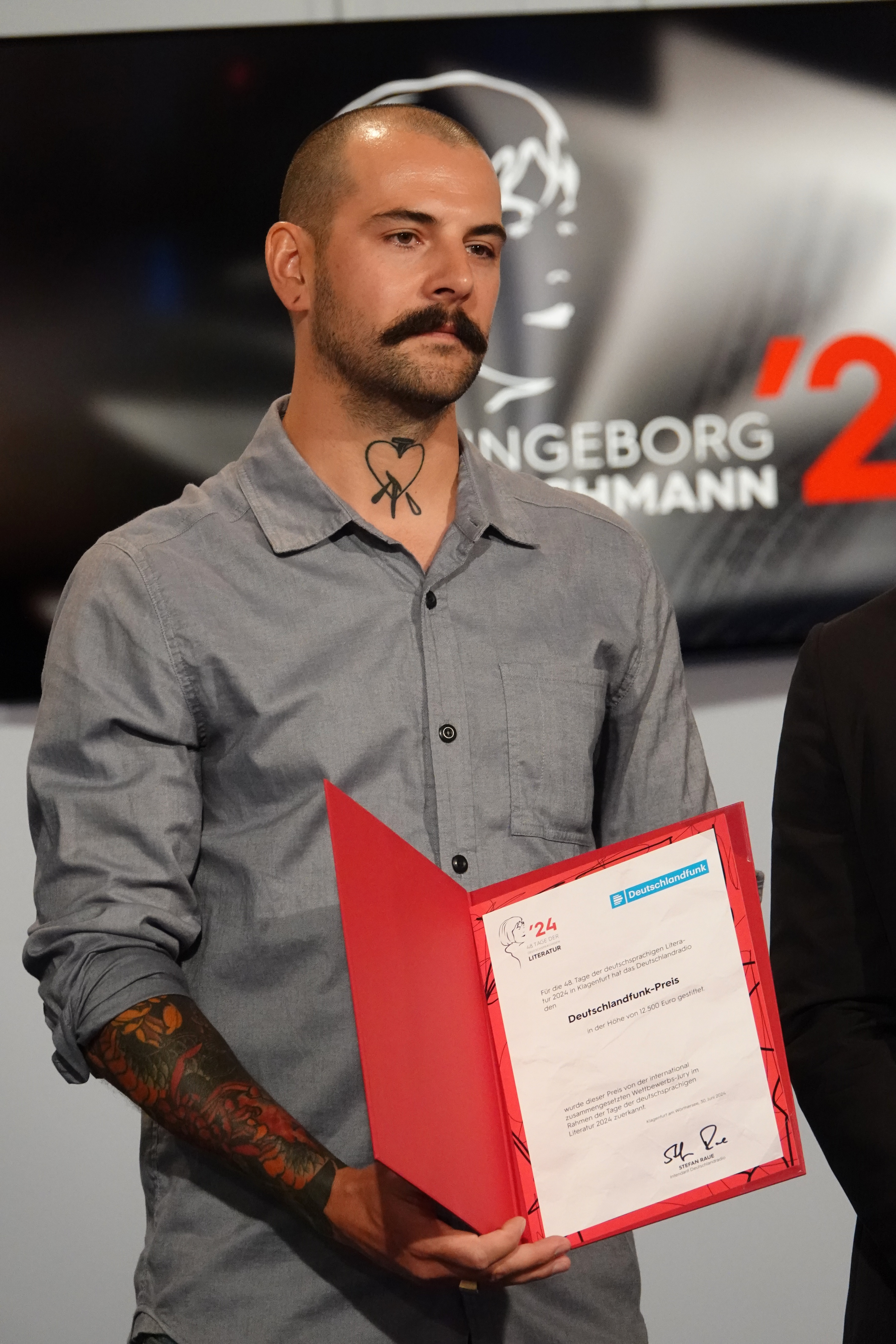
Denis Pfabe bei der Verleihung des Deutschlandfunk-Preises 2024

Denis Pfabe (* 1986 in Bonn) ist ein deutscher Schriftsteller und bildender Künstler.

## Leben und Werk
Denis Pfabe ließ sich zunächst zum Kaufmann im Einzelhandel ausbilden. Anschließend studierte er Medienkommunikation und Journalismus in Köln. Außerdem absolvierte er die Bayerische Akademie des Schreibens. Seit 2016 ist er mehrfach mit Autorenstipendien ausgezeichnet worden. Er lebt in Bonn, wo er auch ein Atelier unterhält.
2018 erschien bei Rowohlt Berlin Pfabes erster Roman unter dem Titel Der Tag endet mit dem Licht. Zentral im Roman steht eine Reise durch den Mittleren Westen der Vereinigten Staaten, die der weltberühmte Performancekünstler Adrian Ballon gemeinsam mit seiner Assistentin Frida unternahm. Adrian war dabei ständig auf der Suche nach Familienhäusern, die er mit einem Trupp starker Männer zersägen konnte. Zwanzig Jahre später versucht die Ich-Erzählerin Frida die Reise, die mit dem Suizid des Künstlers endete, mithilfe von dessen nachgelassenen Notizen zu dechiffrieren. Frida kommt allmählich dem Familientrauma Adrians auf die Spur, erkennt aber auch Bezüge zu ihrer eigenen Herkunft. Die literarische Mixtur aus Road-Novel, Künstlerroman und Detektivgeschichte feierte der Spiegel als „ästhetische Großtat“. Auch sein zweiter Roman, Simonelli (2021), spielt mit Sujets und Genres. Wieder baut Pfabe eine „spannungsgeladene Handlung handwerklich zuverlässig um ein Rätsel“. Der Filmattrappenbauer Jonathan Simonelli bringt sich in den Besitz einer japanischen Pistole aus dem Zweiten Weltkrieg, die er in England, wo er beruflich unterwegs ist, zu Geld machen will. Es zeigt sich jedoch, dass mächtige Parteien es ebenfalls auf die Rarität abgesehen haben und Simonelli die Sache über den Kopf wächst. Die Kritik sprach von einem „rasanten Unterhaltungsroman im besten und einfachsten Sinne“.
2024 las Denis Pfabe auf Einladung von Philipp Tingler beim Ingeborg-Bachmann-Wettbewerb seinen Text Die Möglichkeit einer Ordnung, der mit dem Deutschlandfunk-Preis ausgezeichnet wurde.

## Auszeichnungen und Stipendien
- 2016: Stipendiat der Autorenwerkstatt Prosa am Literarischen Colloquium Berlin
- 2020: Aufenthaltsstipendium des Berliner Senats im Literarischen Colloquium Berlin[5]
- 2020: Arbeitsstipendium der Kunststiftung NRW
- 2024: Deutschlandfunk-Preis beim Ingeborg-Bachmann-Wettbewerb für Die Möglichkeit einer Ordnung

## Werke (Auswahl)
- Der Tag endet mit dem Licht, Roman. Rowohlt Berlin Verlag, Berlin 2018, ISBN 978-3-7371-0043-4.
- Simonelli, Roman. Rowohlt Berlin Verlag, Berlin 2021, ISBN 978-3-7371-0104-2.